# Stichopus chloronotus
Stichopus chloronotus je morski beskralješnjak iz porodice Stichopodidae ili trpova.  Živi u plitkim područjima od približne površine do dubine od 15 m.

## Sinonimi
- Holothuria quadrangularis Lesson, 1830
- Holothuria viridis Quoy & Gaimard, 1952
- Stichopus chloronotos Brandt, 1835
- Stichopus chloronotus fuscus Pearson, 1903
- Stichopus cylindricus Haacke, 1880
- Stichopus hirotai Mitsukuri, 1912

ili po hrvatski Morski krastavac (eng. greenfish sea cucumber,  spiky sea cucumber, black knobby sea cucumber). 

## Taksonomija
- Carstvo:	        Animalia
- Koljeno:	        Echinodermata
- Potkoljeno: 	        Echinozoa
- Razred:	        Holothuroideaia
- Red:   	        Aspidochirotida
- Porodica:	        Stichopodidae
- Rod:      	        Stichopus
- Vrsta:	        S. Chloronotus

## Biologija
Stijenku tijela čini epiderma ispod koje je debeli sloj derme u koju su umetnute osikule (vapnenačke pločice) mikroskopske veličine i različitih oblika. Ispod derme nalazi se sloj kružnih i uzdužnih mišića čijim naizmjeničnim stezanjem dolazi do pokretanja: zakapanja, puzanja, penjanja po podlozi i plivanja. Postoji i celomska tekućina koja ima ulogu hidroskeleta. Izmjena plinova zbiva se uglavnom preko vodenih pluća. Vodenim plućima protječe voda, zamjena plinova zbiva se i preko prionjivih nožica.
Stichopus chloronotus je detritivor i kreće se kroz sediment na morskom dnu s njenim ticalama i hrani se detritusom (raspadnute organske tvari) i drugim organskim tvarima, uključujući biljne i životinjske ostatke, bakterije, protozoe, diatomeje i fekalije. 
Stichopus chloronotus se može reproducirati bespolno prolazići kroz binarnu diobu, formirajući dvije nove jedinke koje regeneriraju nedostajuće dijelove. Također se može reproducirati seksualno. Imaju jednu razgranatu spolnu žlijezdu koja se otvara ispod usnih ticala. Njihovi spermiji su bijele boje, a jajne stanice žute boje. Oplodnja je vanjska. Tijekom planktonskog života ličinke događa se preobrazba i na dno mora spušta se mlada jedinka. 
Kad su u opasnosti, trpovi kroz usta izbace utrobu. Utroba im se obnavlja. Taj se proces naziva evisceracija. Naime, u uvjetima stresa dolazi do raskidanja prednjeg i stražnjeg dijela tijela kroz koje izbacuju cijelo probavilo. Pritom dolazi i do kidanja vezivnog tkiva koje probavilo povezuje sa stijenkom tijela. Izbačeno se probavilo regenerira, a smatra se da do evisceracije može doći i spontano radi izbacivanja nakupljenih otpadnih tvari.

## Ekologija
To je vrsta grebena uglavnom živi u plitkim područjima od približne površine do dubine od 15 m. Obično se javlja na udubljenjima stražnjih grebena, stijenama grebena i gornjim padinama. U zapadnom središnjem Pacifiku ova vrsta preferira grebene i gornje padine, uglavnom na čvrstim podlogama između 0 i 15 m. U malezijskim grebenima, ona preferira područja s gromadama pomiješanim sa živim koraljima. U Africi i regiji Indijskog oceana, ova vrsta preferira grebenasta staništa na dubini između 0 i 5 m. U Sjevernoj Australiji, pronađena je u nakupinama pijeska, među koraljnim ostacima i u unutrašnjosti zaljeva lagune. Veće gustoće ove vrste pronađene su u zaštićenim područjima koraljnih grobova. U Kini nalazi se u dubljoj vodi (40 do 60 m). U Komorama se može naći na srednjoj dubini iznad stjenovitih grebena i pješčanih područjima i među morskim travama.
U Velikom koraljnom grebenu, reprodukcija se javlja u siječnju, travnju, studenom i prosincu. Može se reproducirati fizionomijom u prirodnim okolnostima tijekom hladne sezone. U Réunionu ima dvije sezone mrijesta, slično ostalim populacijama koje su na Velikom koraljnom grebenu.
Poznato je da se mlade jedinke naseljavaju u ravnim zonama grebena i kasnije prelaze na druga područja. Vrsta raste oko 70-80 g godišnje, a njihov rast usporava nakon što životinja postane velika.
Ova vrsta je u suživotu s Carapus mourlani, C. homei i C. boraborensis.
Postoji saznanje kako je vrlo mali broj mladih jedinki viđen u suživotu s odraslim jedinkama. To može dovesti do dokaza za spore regrutiranje, kao što je predloženo za druge vrste.

## Značenje za čovjeka
Guam, Sjevernim Marijanskim otocima, Saveznim državama Mikronezije, Marshallskim otocima, Kiribatima, Tuvalu, Wallisu i Futuni, Samou, Tongu, Cookovi otoci, Francuska Polinezija, Papua Nova Gvineja, Solomon Islands, Vanuatu, Novoj Kaledoniji, Fidžiju, Coral Sea, Torres Straitu i Great Barrier Reefu (Australija). U Samoi, ova vrsta je 3% ulova. U Wallis i Futunu i Francuske Polinezije postoji tehnologija marikulture za ovu vrstu.
U Aziji je od komercijalnog značaja u Kini, Japanu, Maleziji, Tajlandu, Vijetnamu, Indoneziji (teško iskorišteni) i Filipinima (među najvrednijim vrstama). U Japanu postoji mali ribolov u Okinawiju, gdje jedna ribarska ruka izlovi ovu vrstu i prodaje ih u kineskim restoranima. Ona ima nisku komercijalnu vrijednost u Keniji, Reunionu i Madagaskaru.
Ima ogroman gubitak težine tijekom prerade izgubi čak i do 98% svoje težine, iz tih razloga ona postaje sve skuplja na tržištu. Mnogi je i prodaju zbog svojeg izgleda, kao vrstu  Apostichopus japonicus koja je znatno skuplja, tako da i iz tih razloga jača na cijeni. Ova vrsta se izlovljava samo u periodu nakon reprodukcije.